# بن ویلدن
بن ویلدن (به انگلیسی: Ben Wilden) ژیمناست زادهٔ ۲۴ آوریل ۱۹۸۵ میلادی اهل کشور استرالیا است.